# Nobutake Kondó
Nobutake Kondó (近藤 信竹 Kondó Nobutake, 25. září 1886 – 19. února 1953) byl admirálem japonského císařského námořnictva během druhé světové války.

## Život
Kondó úspěšně dokončil studia na japonské císařské námořní akademii v roce 1907. 35. běh námořní akademie absolvoval jako první ze 172 kadetů. Během své kariéry sloužil jak na moři, tak na souši. V 30. letech byl prezidentem Námořní válečné akademie a v roce 1935 náčelníkem štábu Spojeného loďstva.
Během první části druhé světové války velel japonské Druhé flotile při invazích na Malajský poloostrov, na Filipíny a do Nizozemské východní Indie. Během bitvy u Midway velel Okupačnímu svazu pro Midway. Poté síly pod jeho velením hrály hlavní roli v Guadalcanalské kampani, kde se účastnily bitvy u východních Šalomounů (23. srpna – 25. srpna 1942), bitvy u ostrovů Santa Cruz (26. října – 27. října 1942) a druhé námořní bitvy u Guadalcanalu (15. listopadu 1942). V říjnu 1942 byl Kondó jmenován zástupcem velitele Spojeného loďstva.

## Vyznamenání
- Řád vycházejícího slunce II. třídy[1]
- Řád zlatého luňáka III. třídy[1]
- Řád zlatého luňáka I. třídy[1]
- Řád posvátného pokladu III. třídy[1]